# 合衆国輸出入銀行
合衆国（米国）輸出入銀行 (Export-Import Bank of the United States, Ex-im Bank) は、アメリカ合衆国連邦政府が設立した輸出信用機関である。
輸出入銀行の使命は、貿易金融を通じて米国の輸出を促進し、雇用を維持することである。

## 歴史
1934年にフランクリン・ルーズベルトの大統領令により全額政府出資のワシントン輸出入銀行として設立され、1945年に連邦議会の輸出入銀行法により独立機関として恒久化された。以降、同法の与信上限額の範囲内で業務を行い、定められた期間毎に更新（再授権）の認可を受けている。主たる業務は、信用リスクを許容できない顧客のために米国の製品を買い付ける資金の融資、民間銀行への輸出信用保証の供与、貿易保険の引き受けである。同業の民間銀行と競合せず補完する分野での業務が原則である。
輸出入銀行は政治的リスクを引き受けながら経営される。
ハリー・S・トルーマンの1949年1月20日一般教書演説第4項目で後進地域の開発を援助する計画がうたわれ、その具体化として輸出入銀行を通じて資金・技術援助がなされた。しかし、協定の条件は過酷であり、相手国に反共体制を構築しようという外交方針が明確であったので、歓迎されず、教書にうたいあげたような貢献を果すことはできなかった。
日本国債として第二次世界大戦後初の外債3000万ドルが1959年に発行されるより早く、1957年8月16日に1500万ドル、同年9月27日に6000万ドルの借款を提供している。さらに翌年8月29日にも6000万ドルを追加した。なお、フランス等にも復興支援をしている。